# Oskar Morgenstern
Oskar Morgenstern, född 24 januari 1902 i Görlitz, död 26 juli 1977 i Princeton, New Jersey, var en tysk-amerikansk ekonom. Han var en framstående medlem av den österrikiska ekonomiska skolan innan andra världskriget. Senare grundade han i samarbete med matematikern John von Neumann det matematiska fältet spelteori och dess tillämpning på ekonomi.
Morgenstern växte upp i Wien i Österrike där han också studerade på universitetet. 1925 tog han examen från universitetet i Wien och fick sin doktorsexamen i statsvetenskap. Från 1925 till 1928 gick han på ett treårigt stipendium finansierat av Rockefeller Foundation. Efter sin återkomst 1928 blev han professor i ekonomi vid universitetet i Wien, tills han besökte Princeton University 1938. År 1935 publicerade Morgenstern artikeln "Perfect Foresight and Economic Equilibrium", varefter en kollega till honom, Eduard Čech visade honom en artikel av John von Neumann, "Zur Theorie der Gesellschaftsspiele" (1928). Under Morgenstern besök vid Princeton University tog Tyskland över Wien genom "Anschluss Österreichs" och Morgenstern beslöt att stanna kvar i USA. Han blev en medlem av fakulteten vid Princeton men drogs mot institutet för avancerade studier (Institute for Advanced Study). Där träffade han matematikern John von Neumann och de samarbetade för att skriva "Theory of Games and Economic Behavior" publicerad 1944, som är erkänd som den första boken om spelteori. Spelteori är en matematisk ram för studier av strategiska strukturer som styr rationellt beslutsfattande i vissa ekonomiska, politiska och militära situationer.
Det unika samarbetet mellan ekonomen Morgenstern och matematikern von Neumann ledde till födelsen av helt nya fält som utredde inom både matematik och ekonomi. Dessa har varit av stort akademiskt och praktiskt intresse sedan dess. 1944 blev Morgenstern också en medborgare i USA och fyra år senare gifte han sig med Dorothy Young. Morgenstern blev kvar på Princeton som professor i ekonomi fram till sin pensionering 1970, då han gick med i fakulteten vid New York University. Morgenstern skrev många andra artiklar och böcker, bland annat "On the Accuracy of Economic Observations" och "Predictability of Stock Market Prices" med blivande Nobelpristagaren Clive Granger.